# Stachyris strialata
El timalí gorjipinto (Stachyris strialata) es una especie de ave paseriforme de la familia Timaliidae propia del sudeste asiático. 

## Distribución y hábitat
El timalí gorgipinto se encuentra en las montañas al norte de Indochina, del norte de la península malaya, y la isla de Sumatra. Se distribuye por Birmania, el sur de China (incluido Hainan, este de Indonesia, Tailandia, y el norte de Laos y Vietnam. Su hábitat natural son los bosques húmedos tropicales. 